# Capão Bonito do Sul
Capão Bonito do Sul é um município brasileiro do estado do Rio Grande do Sul localizado na Microrregião de Vacaria.

## História
No dia 18 de abril de 1996 foi criado o município de Capão Bonito do Sul, instituído pela Lei nº 10.742. O município é formado pela sede e pelo distrito de Barretos.

## Demografia
Sua população, conforme dados do Censo demográfico do Brasil de 2022, era de 1 733 habitantes.